# Raval del Jordi
El Raval del Jordi és una caseria del municipi de Castellbell i el Vilar, a la comarca catalana del Bages. És situat a la part septentrional del terme, a l'esquerra de la riera de Marganell i vora el Llobregat, al sud del Pla de les Roques i al nord-oest del Burés.
El raval és al peu de la carretera local BV-1123 a l'alçada del km 0,5.
En el cens del 2006 tenia 22 habitants.